# Małgorzata Asbjørnsdatter
Małgorzata (duń. Margrethe) - królowa Danii, prawdopodobnie córka jarla Asbjørna, stryja jej późniejszego męża króla Danii Haralda III. 
Nie zachowały się żadne wzmianki o ewentualnym potomstwie Małgorzaty i Haralda III, a po śmierci króla władzę w kraju przejął jego brat i późniejszy święty, Kanut, co świadczy przynajmniej o braku potomstwa męskiego. Królowa Małgorzata prawdopodobnie została pochowana w kościele Św. Trójcy w Roskilde, poprzedniku katedry w Roskilde. Nieznane są daty jej urodzin ani zgonu.